# Jaroslav Seifert
Jaroslav Seifert ►  pronunție ►  (cehă ˈjaroslaf ˈsajfr̩t) (n. 23 septembrie 1901, Praga - d. 10 ianuarie 1986, Praga) este un scriitor, poet și jurnalist ceh, laureat al Premiului Nobel pentru Literatură în anul 1984.

## Motivația Juriului Nobel
"Pentru poezia sa care, înzestrată cu prospețime, senzualitate și o bogată inventivitate, oferă imaginea eliberatoare a spiritului neîmblânzit și a diversității naturii umane"

## Date biografice

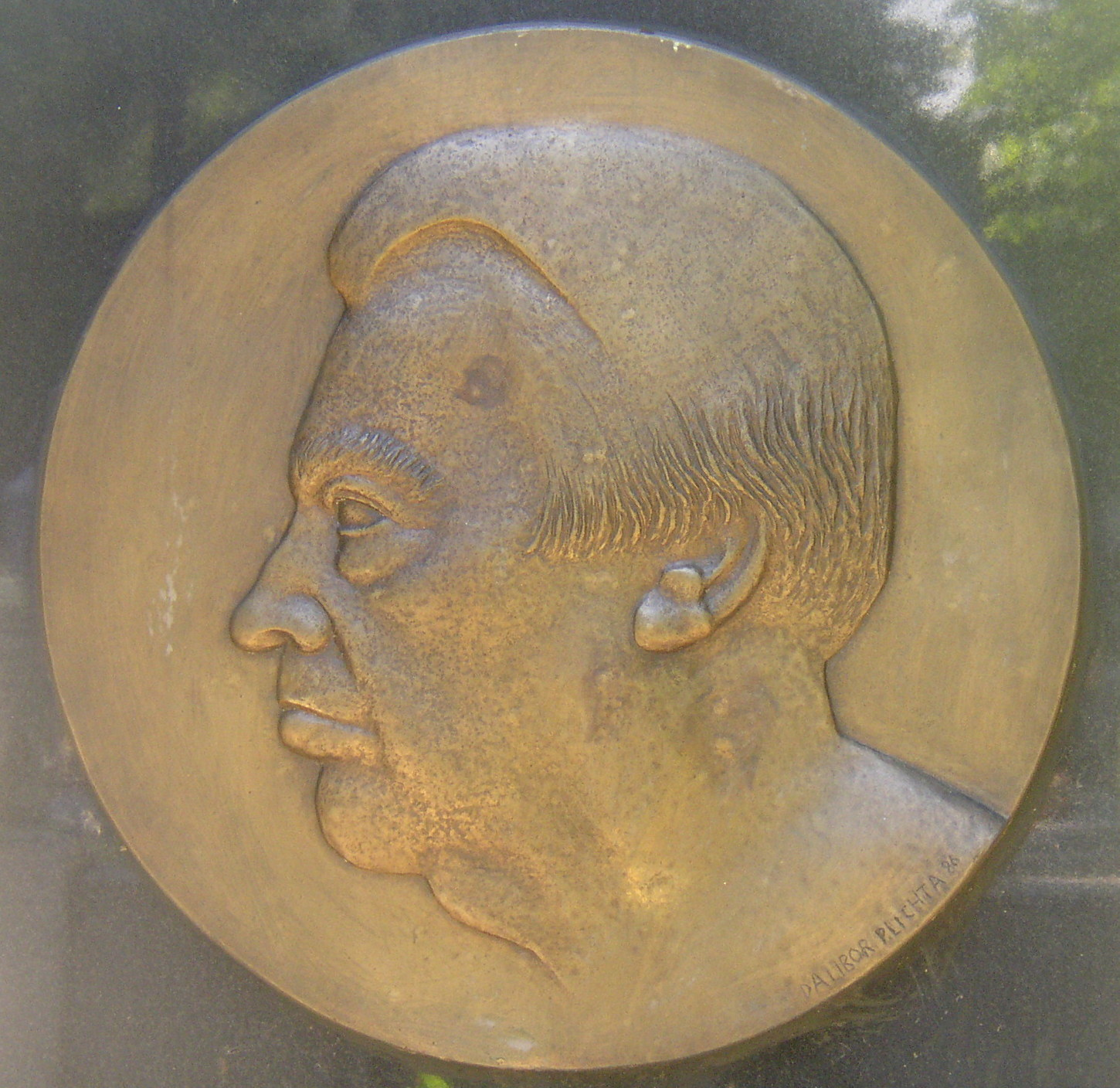

S-a născut odată cu secolul 20, iar opera sa este reprezentativă pentru acest secol marcat de războaie pustiitoare și elanuri reînviate, de regimuri totalitare și mișcări de rezistență, de răsturnări politice ce au schimbat fața lumii.
Jaroslav Seifert intră de tânăr în Partidul Comunist Cehoslovac: editează jurnale (Rovnost, Srsatec, Reflektor), pune bazele mișcării artistice Devětsill și, la numai 20 de ani, încredințează tiparului prima sa culegere de poeme. ,,El este în poezie - se scria la debutul său - cam ce a fost în pictură vameșul Rousseau". În scurt timp devine unul din liderii avangardei cehoslovace. Nu peste mult, însă, această calitate avea să-i fie contestată, ca urmare a excluderii sale din partid, după ce semnase un manifest împotriva tendințelor de bolșevizare a Partidului comunist cehoslovac. 
Jaroslav Seifert este în egală măsură adversar al bolșevismului și nazismului. Acest fapt îl face indezirabil pentru multă vreme. În 1977, alături de Vaclav Havel și Pavel Kohout semnează Charta '77, faimosul document care punea la îndoială legitimitatea regimului comunist de la Praga, cerând autorităților să se conformeze scopurilor și principiilor Cartei Națiunilor Unite și Declarației Universale a Drepturilor Omului. Documentul disidenților din Cehoslovacia a produs un șoc în întreaga lume comunistă, fiind un exemplu de curaj civic și de acțiune politică.
Seifert este unul din acei creatori cărora nu li se poate contesta valoarea, astfel că în perioada deschisă de "primăvara pragheză" i se atribuie titlul de Artist al Poporului și, pentru scurt timp, funcția de președinte al Uniunii scriitorilor cehoslovaci.
Se stinge din viață în 1986, la doi ani după primirea Premiului Nobel.
Există și un episod românesc al traseului seifertian: în anul 1985, poetul până atunci necunoscut publicului românesc, este prezentat în revista cehoslovacă Orizont, care apărea la București, de către redactorul ei șef Paul Lampert. În anul următor, aceeași revistă alocă două pagini unui amplu interviu cu marele poet și versurilor sale Poem de primăvară, în traducerea poetului clujean Aurel Rău. (Orizont, numerele 36/1985 și 39/1986)
După 11 ani de la acest prim semnal editorial, avea să apară și cel dintâi volum la București, prin grija editurii Art, Toate frumusețile lumii, o selecție autobiografică alcătuită și tradusă de Jean Grosu, cel ce a tradus în limba română și Peripețiile soldatului Șvejk.

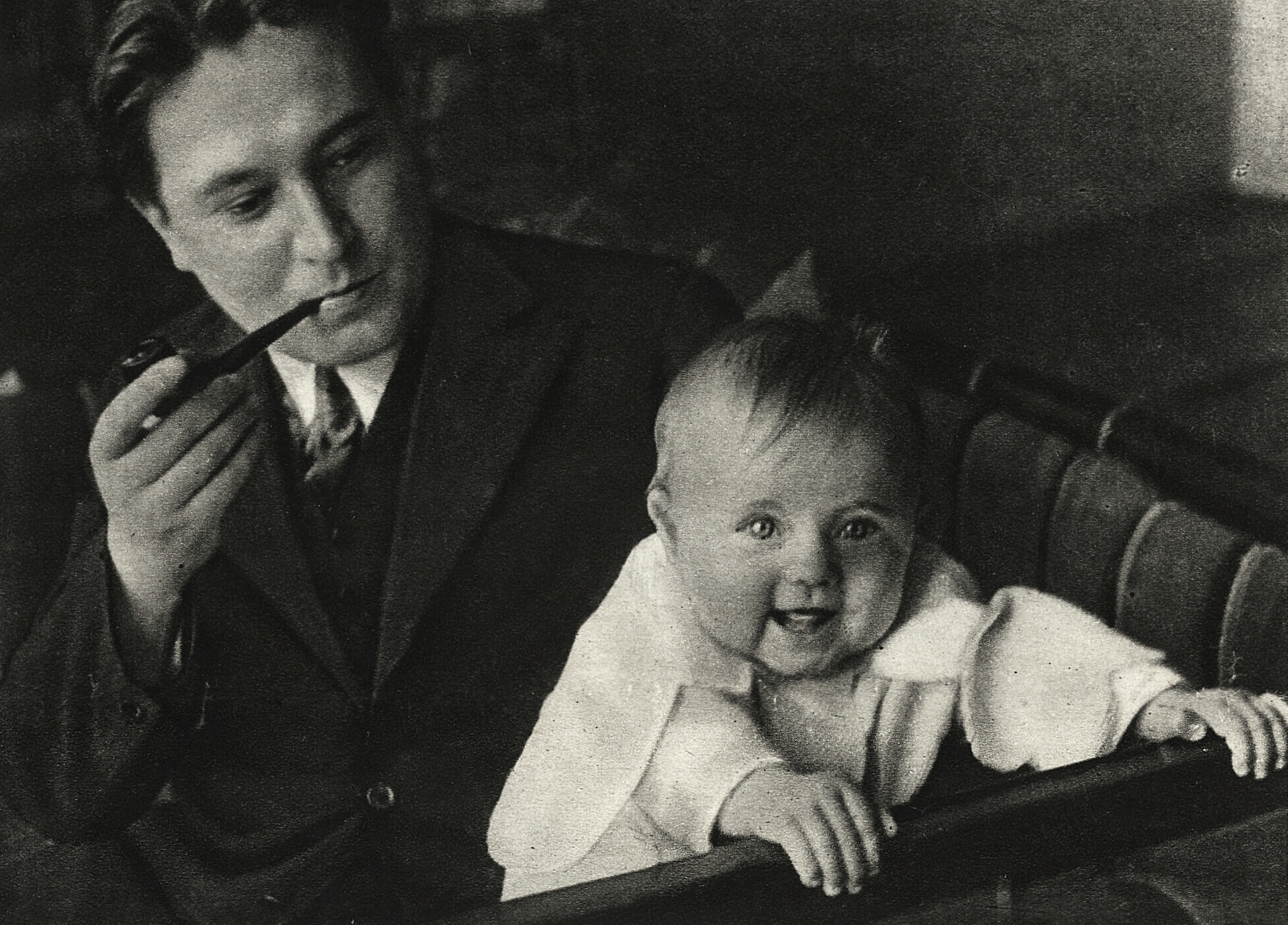
Jaroslav Seifert cu fiica sa Jana, 1931

## Opera
- Město v slzách (Orașul în lacrimi)  (1921)
- Samá láska (Numai dragostea)  (1923)
- Na vlnách TSF (Pe undele TSF) (1925)
- Slavík zpivá špatně (Privighetoarea cântă fals) (1926)
- Poštovni holub (Porumbelul călător) (1929)
- Hvězdy Rajskou Zahradou (Stele deasupra Raiului) (1929)
- Jablko z klína (Mărul din poală)  (1933)
- Ruce Venušiny (Mâinile lui Venus) (1936)
- Jaro sbohem (Adio primăvară) (1937)
- Zhasněte světla (Stingeți lumina) (1938)
- Vějíř Boženy Němcové (Evantaiul Boženei Němcová) (1940)
- Světla oděna (Îmbrăcată în lumină) (1940)
- Kamenný most (Podul de piatră)  (1940)
- Přilba hlíny (Coiful din argilă) (1945)
- Ruka a plamen (Mâna și flacăra) (1948)
- Šel malíř chudě do světa  (Până când nu plouă pe sicriu) (1949)
- Píseň o Viktorce (Cântec despre Viktorka)  (1950)
- Maminka (Mama)  (1954)
- Chlapec a hvězdy (Băiatul și stelele)  (1956)
- Koncert na ostrově (Concert pe insulă)  (1965)
- Halleyova kometa (Cometa lui Halley)  (1967)
- Kniha o Praze (Cartea orașului Praga)  (1968)
- Morový sloup (Stâlpul ciumei) (1973)
- Deštník z Piccadilly (Umbrela din Picadilly) (1979)
- Všechny krásy světa (Toate frumusețile lumii) (1981)
- Býti básníkem (A fi poet)  (1983) [22]

În limba română
- Všechny krásy světa (Toate frumusețile lumii)  selecție și traducere din limba cehă de Jean Grosu, Editura Art, București 2007 [23]